# Spring Lake (Indiana)
Spring Lake è un comune degli Stati Uniti d'America, situato nello Stato dell'Indiana, nella contea di Hancock.